# Caraboctonidae
Caraboctonidae vormt een familie binnen de orde der schorpioenen. De familie bestaat uit 4 geslachten, waarin 18 soorten zitten. De meeste soorten leven in de Verenigde Staten, Mexico, Bolivia, Chili, Ecuador en op de Galapagoseilanden. Een van de bekendste soorten uit deze familie is de Arizonaschorpioen, een soort die door liefhebbers in een terrarium wordt gehouden.

## Geslachten
- Caraboctonus
- Hadruroides
- Hadrurus
- Hoffmannihadrurus